# Mihálcfalva község
Mihálcfalva község (románul: Comuna Mihalț) község Fehér megyében, Romániában. Központja Mihálcfalva, beosztott falvai Obrázsa, Oláhcsesztve, Zerjes.

## Népessége
A 2011-es népszámlálás adatai alapján a község népessége 3051 fő volt.